# Evangelie van Judas
Het Evangelie van Judas is een gnostisch geschrift, dat in een Koptische vertaling onderdeel was van de vondst van de Codex Tschacos omstreeks 1978. Er moet een oorspronkelijk Griekse tekst zijn geweest, maar daar is nooit iets van gevonden. Onderdeel van de Codex Tschacos zijn nog drie andere geschriften.
- De Brief van Petrus aan Filippus, die met enige geringe afwijkingen ook voortkomt bij de Nag Hammadigeschriften.
- Jakobus, een tekst die al bekend was uit de Nag Hammadigeschriften als de Eerste openbaring van Jacobus.
- Het Boek van Allogenes. Er is geen verband met het handschrift Allogenes dat in de Nag Hammadigeschriften voorkomt.

Het bestaan van een Evangelie van Judas was al bekend. Ireneüs van Lyon vermeldde dit in zijn omstreeks 180 geschreven Adversus Haereses. Het is onduidelijk of Ireneüs die tekst ook echt gelezen heeft. Ireneüs schreef echter, dat "Judas meer dan iedere andere leerling van Jezus de waarheid kende en het geheimenis van de overlevering (de overlevering van Jezus aan de schriftgeleerden) heeft voltrokken". De oorspronkelijke Griekse tekst van het evangelie moet tussen 130 en 170 geschreven zijn. De meeste onderzoekers zijn van opvatting, dat de tekst moet zijn ontstaan binnen de gnostische stroming die aangeduid wordt als sethianisme.

## Achtergrond bij de vondst en de eerste vertaling
De codex werd omstreeks 1978 ontdekt bij een illegale opgraving in de Egyptische regio Minya. De codex werd in de jaren daarna in Europa en de Verenigde Staten te koop aangeboden. Enkele deskundigen en experts kregen daarbij de kans de handschriften oppervlakkig te onderzoeken. De belangrijkste tekst van de codex, het Evangelie naar Judas werd niet opgemerkt. In de periode 1983 – 2000 lag de codex in een kluis in New York. Dat had grote nadelige gevolgen voor de kwaliteit van de papyri in de codex. Een potentiële koper richtte ook schade aan door een onzorgvuldige en ondeskundige poging tot restauratie.
In 2000 werd de codex gekocht door Frieda Nussberger-Tchacos, die hem in 2001 doorverkocht aan de Maecenas-Stiftung in Bazel. Er zijn onderzoekers met de opvatting dat met deze benoeming van de codex Frieda Tchacos te veel krediet heeft gekregen. Naar analogie van de Nag Hammadigeschriften wordt de codex dan ook wel de Codex Maghagha genoemd, de naam van de dichtstbijzijnde stad bij de vindplaats.
Door de slechte staat van de papyri was de codex in honderden kleinere fragmenten uiteengevallen. Met ondersteuning van de National Geographic Society was na drie jaar met moderne technieken ongeveer 90% van de tekst gereconstrueerd. National Geographic Society verwierf ook de rechten op de eerste vertaling en de publicatie daarvan. De codex bestaat uit 33 bladen van 28 bij 11 cm. De bladen zijn aan beide zijden beschreven. Er zijn dus 66 pagina's, die gemiddeld 80 woorden bevatten. Het Evangelie naar Judas uit de codex bestaat uit 2300 Koptische woorden. Van deze tekst kon ongeveer 85% gereconstrueerd worden.
In 2004 werd op een congres formeel de mededeling gedaan van de vondst van dit evangelie. In 2005 bracht de National Geographic Society een groep Bijbelwetenschappers bijeen om de koptologen die de tekst hadden gereconstrueerd te assisteren bij de interpretatie van de tekst. Bij de presentatie een jaar later werd het aangeduid als een dreamteam. De wetenschappers dienden een verklaring te ondertekenen dat zij over de tekst van het evangelie geen anderen konden raadplegen dan de bij het project betrokkenen tot het moment van verschijnen van de eerste vertaling onder auspiciën van National Geographic Society.
Op 9 april 2006 zond National Geographic Channel de documentaire The Gospel of Judas:The Lost Version of Christ's Betrayal uit. Onmiddellijk daarna verscheen de eerste Engelse vertaling van Rodolphe Kasser, Marvin Meyer en Gregor Wurst The Gospel of Judas from Codex Tchacos, National Geographic, Washington DC 2006. In dezelfde band waren tevens essays van de drie vertalers alsmede van Bart D. Ehrman.
De documentaire, de presentatie en het boek kregen grote aandacht in de media. De aandacht ging hierbij vooral naar de opvattingen van Marvin Meyer en Bart D. Ehrman. Zij meenden dat dit geschrift nieuwe perspectieven opende op het begrip van Jezus en het vroege christendom. Het gnostische onderricht dat Jezus hier aan Judas geeft, zou zeer oude wortels hebben. In het bijzonder ging de aandacht uit naar vermeende uitspraken dat de overlevering van Jezus door Judas aan de schriftgeleerden in dit geschrift een weldaad zou zijn. In dit geschrift zou Judas, geheel anders dan in de canonieke evangeliën, niet de schurk en verrader zijn.
Meyer benoemde Judas als een in alle opzichten positief personage, een rolmodel voor ieder die volgeling van Jezus wil zijn. Centraal in dit evangelie staat het inzicht en de loyaliteit van Judas als het paradigma van de lerende mens. Ehrman noemde Judas de belangrijkste vertrouweling en vriend, degene die Jezus beter dan wie ook kende, die Jezus aan de autoriteiten uitleverde omdat Jezus dat van hem verlangde. Door hem uit te leveren verleende Judas hem de grootst denkbare dienst. Die verschuiving van het beeld over Judas van schurk en verrader naar een heldenrol bleef bij het geïnteresseerde deel van het publiek ook het meest hangen.
Na de presentatie volgden er snel publicaties van andere auteurs. De eerste Nederlandse vertalingen waren van Hans van Oort, Het Evangelie van Judas. Inleiding, vertaling, toelichting en Jacques van der Vliet, Het Evangelie van Judas. Verrader of bevrijder? Van Oort noemde het evangelie een vorm van protestexegese, maar volgde verder globaal de lijn van de vertaling van National Geographic en de daarbij behorende opvattingen. Van Oort was ook van opvatting, dat dit evangelie drie tot dan toe onbekende authentieke uitspraken van Jezus zou bevatten. De vertaling en interpretatie van van der Vliet week op een aantal cruciale punten daarvan af. Hij benoemde de naamgeving van dit evangelie als een bewuste provocatie van de auteur van de zich ontwikkelende orthodoxie binnen het christendom.

## Kritiek
Van der Vliet stond niet alleen in zijn kritiek op de eerste vertaling. Ook experts zoals April DeConick, Louis Painchaud, Birger Pearson, John Turner en anderen meldden twijfelachtige reconstructies van de tekst, onjuiste vertalingen en hoogst dubieuze interpretaties. DeConick was de eerste die hierover uitgebreid publiceerde met The Thirteenth Apostle: What the Gospel of Judas Really Says. Zij identificeert een aantal fouten waarvan er vier cruciaal zijn. Op die vier passages is het positieve beeld over Judas in de eerste vertaling van National Geographic gebaseerd.
Een aantal vertaalfouten werd door de drie eerste vertalers in een tweede druk gecorrigeerd, maar zij bleven globaal hun eerdere interpretaties handhaven. In het tweede decennium van deze eeuw is er op het vakgebied een meerderheid van onderzoekers die de eerste interpretatie ter zake van de rol van Judas afwijst. Er is consensus over het polemische karakter van dit geschrift. Jacques van der Vliet had gesproken over het evangelie als een bewuste provocatie. April DeConick benoemde het als een bewust geschreven parodie.
Het vroegste christendom kenmerkte zich door een grote mate van veelvormigheid en was veel meer heterodox dan orthodox. Rond het midden van de tweede eeuw werden echter de eerste spanningen tussen gnostische en andere christenen zichtbaar. Vanaf het eind van de tweede eeuw zou het sethianisme, de stroming waarin dit geschrift ontstond, zich verwijderen van een steeds orthodoxer wordend christendom en begon zich te richten op de meer individuele contemplatieve praktijken van het platonisme van de derde eeuw. De essentie van dit evangelie is de afwijzing van de zich ontwikkelende orthodoxie en christologie van het niet-gnostische christendom.
De bedoelde onderzoekers zijn echter ook van opvatting, dat
- er geen enkel bewijs voor de aanname is dat dit geschrift authentieke uitspraken van Jezus zou bevatten.
- de rol van Judas in het geheel niet op positieve wijze in dit geschrift wordt beschreven. De rol van Judas in dit geschrift is even slecht als in de canonieke evangeliën zo niet nog slechter.

## Essentie van de inhoud
Net zoals alle andere gnostische evangeliën is dit geschrift niet te vergelijken met de vier canonieke evangeliën, die opgenomen zijn in het Nieuwe Testament. De totstandkoming van de tekst van alle gnostische evangeliën is ook op een tijdstip dat later is dan de Bijbelse evangeliën. Met name de drie synoptische evangeliën vertellen een doorlopend verhaal over het leven van Jezus. De gnostische evangeliën en ook dit geschrift vermelden vrijwel niets daarover.
Het geschrift vangt aan met de mededeling Het geheime verslag van de openbaring waarover Jezus acht dagen met Judas Iskariot sprak, tot drie dagen voor hij Pasen vierde. Daarna wordt kort melding gemaakt van het verschijnen van Jezus op aarde, het feit dat hij een aantal – niet benoemde – wonderen heeft verricht en dat er sprake was van twaalf leerlingen. Hierna valt het verhaal in drie delen te onderscheiden.
In het eerste deel is sprake van een gesprek tussen Jezus en de twaalf leerlingen. Die zijn toe aan een dankzegging over het brood dat zij gaan nuttigen. Jezus lacht hen uit en zegt dat zij dit niet uit vrije wil doen, maar omdat hun God daarvoor wordt geprezen. Jezus spreekt expliciet over jullie God. Zoals een echte gnosticus distantieert Jezus zich dus van de god van het Oude Testament. De leerlingen blijven echter maar denken dat Jezus de Zoon van die God is en worden boos en woedend als Jezus dat blijft ontkennen.
Alleen Judas blijkt te beseffen dat Jezus afkomstig is van een andere god. Hij spreekt de naam van die god niet uit, maar noemt daarbij Barbelo. U bent uit de onsterfelijke wereld van Barbelo gekomen. In de gnostiek is het pleroma de benaming voor de volheid, de structuur en verblijfplaats van de goddelijke wereld. Aan de top van het pleroma is meestal sprake van een Vader, een Moeder en een Zoon. De Vader ziet zich weerspiegeld in het lichtwater dat hem omgeeft en realiseert zich dat hij zichzelf ziet. Die gedachte verzelfstandigt zich en dat creëert de Moeder, vaak aangeduid als de Eerste Gedachte of ook wel Barbelo.
In het tweede deel heeft Jezus de overige leerlingen verlaten, omdat zij niet wensen te geloven in de hogere god waarvan Jezus afkomstig is. Het verhaal vervolgt met een dialoog tussen alleen Jezus en Judas. Hierin geeft Jezus een uiteenzetting van de goddelijke wereld, de demiurg met zijn wereldheersers en hun komende ondergang alsmede de verlossing van de uitverkorenen. Dat zijn de gnostici.
In de beschreven kosmogonie laat de Vader, hier de grote Onzichtbare Geest, uit een lichtwolk een engel ontstaan. Dat is de Zelfverwekte, de God van het licht. Uit een andere wolk ontstaan vier engelen, die zijn dienaren zijn. Dat is een thema dat ook in het Apocryphon van Johannes voorkomt. Er ontstaan daarna 360 lichten en voor hen 360 hemelsferen. Een soortgelijke voorstelling wordt in Eugnostus de Gelukzalige gegeven. De scheppers van en heersers over de materiële wereld worden in dit geschrift Nebro, hier ook Jaldabaoth, en Saklas genoemd. Nebro betekent de Opstandeling, Saklas heeft de betekenis van de Dwaas.
Zij zijn ontstaan door het handelen van het Vierde Licht, Eleleth. Een soortgelijke voorstelling komt voor in het Heilige boek van de grote onzichtbare Geest en Drie gestalten van de Eerste Gedachte. Jezus lacht om deze machten, want zij zullen allemaal ten onder gaan, samen met hun schepselen. Christus wordt eenmaal in het geschrift benoemd als Seth die Christus wordt genoemd. Dit is een kenmerkende opvatting voor het sethianisme.
In het laatste deel is dan sprake van het verraad van Judas. Jezus zegt tegen Judas Maar jij zult hen allen overtreffen. Want jij zal de mens offeren die mij bekleedt. De interpretatie van deze zin was een van de controversiële punten in het debat. Door de eerste vertalers werd dit uitgelegd in de zin dat Judas de andere leerlingen zou overtreffen in inzicht. De nu gehanteerde interpretatie is dat Judas de leerlingen zal overtreffen in slechtheid. Judas is zo slecht dat hij het aardse lichaam van Jezus wil uitleveren aan Saklas, de dwaze god van het Oude Testament.
Aan het slot wordt de overlevering van Jezus door Judas beschreven. Enkele hogepriesters waren ontstemd dat Jezus de gastenkamer was binnengegaan. Hierop gingen enkele schriftgeleerden naar Judas toe en vroegen hem: Wat doe jij hier? Jij bent de leerling van Jezus. De tekst eindigt met Judas antwoordde hen zoals zij wilden. En hij ontving wat geld en leverde hem aan hen uit.